# Prstence Jupiteru

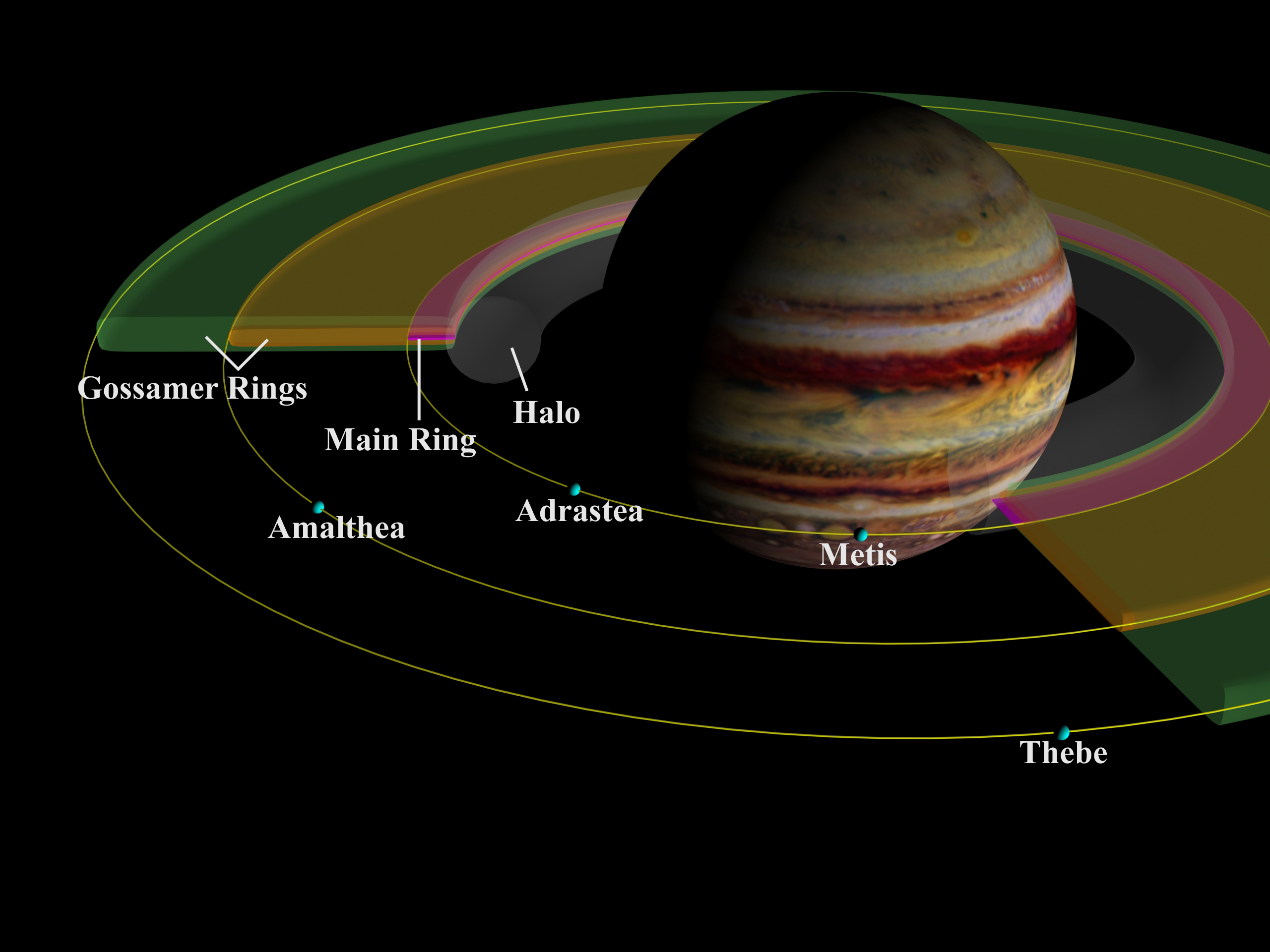
Schéma Jupiterových prstenců ukazující hlavní čtyři pásy

Planeta Jupiter má systém planetárních prstenců, které jsou známé jako Jupiterovy prstence. Jupiterovy prstence dlouho čekaly na své objevení, jelikož jsou slabé a špatně viditelné. Objeveny byly až v roce 1979, kdy kolem planety prolétla sonda Voyager 1 a Voyager 2. Později byly podrobně zkoumány v 90. letech 20. století orbitálním modulem sondy Galileo. Jednalo se o třetí objevený prstencový systém ve sluneční soustavě.  Prstence jsou zkoumány i pomocí pozemských observatoří, a to především v infračervené oblasti, na což se využívají největší teleskopy na Zemi, či Hubbleův vesmírný dalekohled umístěný na oběžné dráze kolem Země.
Jupiterův systém prstenců je velmi slabý, nezřetelný při pozemských pozorováních a je tvořen převážně prachem. Systém je tvořen 4 hlavními částmi: tenkým vnitřním torusem, který je známější pod názvem halo ring, poměrně jasným ale velmi tenkým hlavním prstencem a dvěma slabými širokými prstenci na okraji zvanými gossamer ring. Tyto dva okrajové prstence byly pojmenovány po dvou Jupiterových měsících Amalthea a Thebe, ze kterých pochází většina materiálu těchto prstenců. Hlavní prstenec a halo prstenec jsou tvořeny materiálem, který pravděpodobně pochází z dalších měsíců soustavy. Jedná se asi o prach, který byl vyvržen z povrchu Metise a Adrastei a dalších zatím nepozorovaných těles v oblasti. Materiál byl do jejich okolí vyvržen nejspíše vlivem srážek s okolními tělesy s velkou relativní rychlosti. Snímky s vysokým rozlišením získané sondou New Horizons v únoru roku 2007 přinesly podrobnosti o bohaté struktuře těchto prstenců.
Při pozorování ve viditelném a blízce infračerveného světla jsou prstence načervenalé, vyjma halo prstence, který vykazuje namodralou až šedou barvu. Rozměry prachových částic v prstencích jsou různé, ale účinný průřez je největší pro nesymetrické částice o velikosti přibližně 15 μm vyjma halo prstence. Halo je oproti tomu nejspíše tvořené částicemi menšími než 1 mikrometr. Odhadovaná hmotnost veškerého materiálu v prstencích se pohybuje okolo 1016 kg včetně odhadu hmotnosti těles, které nejsou zatím pozorována, což odpovídá přibližně hmotnosti měsíce Adrastea. Stáří prstenců není známo, ale je teoreticky možné, že existují již od vzniku Jupiteru.

## Struktura
Základní charakteristika čtyř známých Jupiterových prstenců.
| Jméno                      | Dosah (km)      | Šířka (km) | Tloušťka (km) | Optická hloubka | Obsah prachové složky | Poznámky                    |
| -------------------------- | --------------- | ---------- | ------------- | --------------- | --------------------- | --------------------------- |
| Halo prstenec              | 92 000–122 500  | 30 500     | 12 500        | ~1×10−6         | 100%                  |                             |
| Hlavní prstenec            | 122 500–129 000 | 6 500      | 30–300        | 5,9×10−6        | ~25%                  | Ohraničený měsícem Adrastea |
| Prstenec Amalthea gossamer | 129 000–182 000 | 53 000     | 2 000         | ~1×10−7         | 100%                  | Spojený s měsícem Amalthea  |
| Prstenec Thebe gossamer    | 129 000–226 000 | 97 000     | 8 400         | ~3×10−8         | 100%                  | Spojený s měsícem Thebe.    |

## Hlavní prstenec

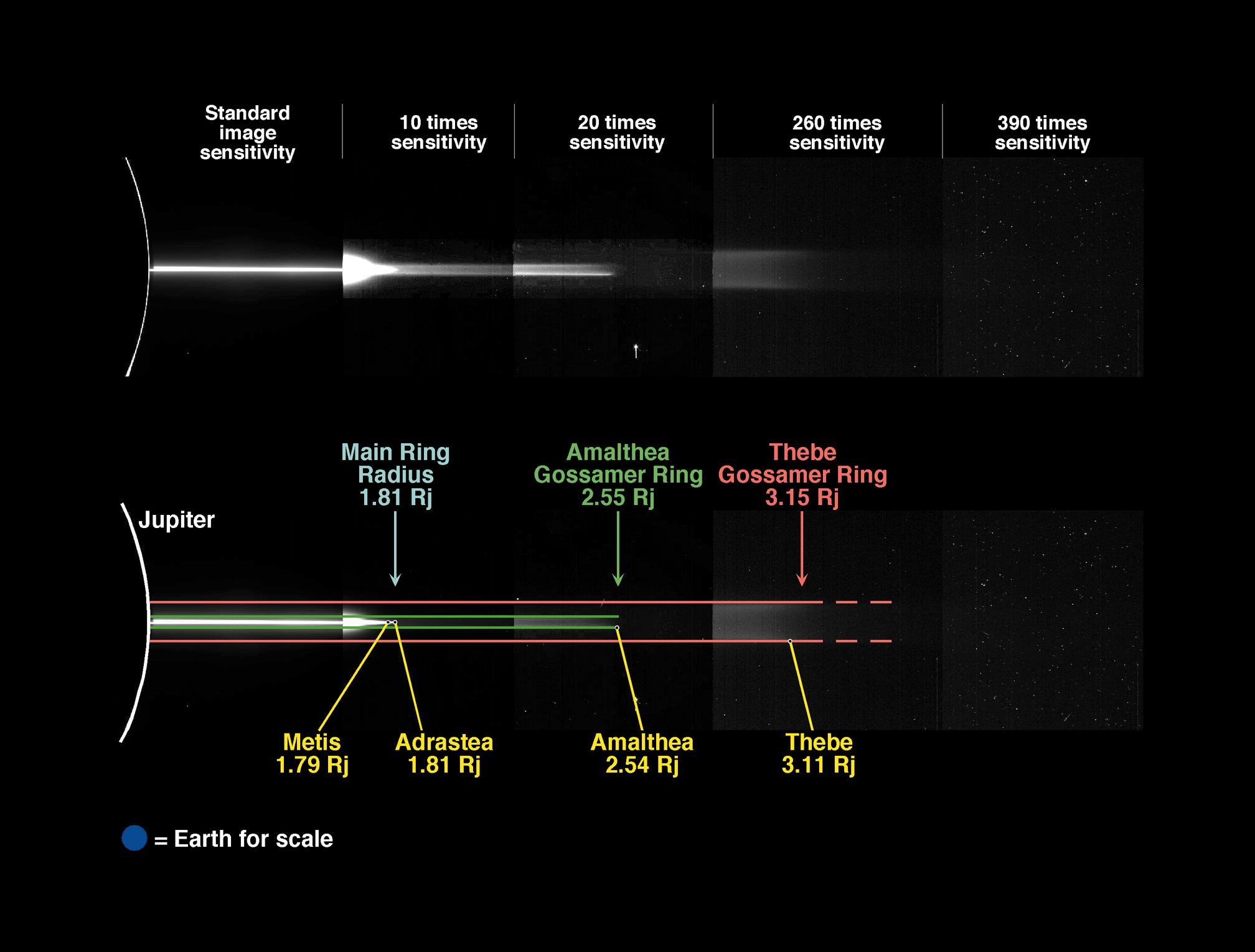
Mosaika obrázků zachycují prstence planety (Courtesy NASA/JPL-Caltech)

Úzký a poměrně tenký hlavní prstenec je nejjasnější ze všech částí Jupiterova prstencového systému. Jeho vnější okraj je situován do vzdálenosti 1,806 RJ odpovídající přibližně 129 000 km; RJ je rovníkový poloměr Jupiteru, který je 71 398 km. Hlavní prstenec je zvenší ohraničen oběžnou dráhou malého měsíce Adrastea. Vnitřní okraj naproti tomu není ohraničen žádným větším tělesem a zasahuje do vzdálenosti přibližně 122 500 km (1,72 RJ).